# ريتشارد كي
ريتشارد كي (بالإنجليزية: Richard Key)‏ هو لاعب كرة قدم بريطاني في مركز حراسة المرمى، ولد في 13 أبريل 1956 في كامبريدج في المملكة المتحدة. لعب مع سويندون تاون وكامبريدج يونايتد ونادي إكزتر سيتي ونادي برينتفورد ونادي سندرلاند ونادي كامبريدج ستي ونادي ليتون أورينت ونورثامبتون تاون.